# Charles Parnell
Charles Parnell är en amerikansk skådespelare mest känd för att vara den andra skådespelare som porträtterat polischefen Derek Frye i All My Children och för att ha spelat rollen som Master Chief Russ Jeter i TNT-showen The Last Ship. Parnell tog över rollen som Frye, tidigare spelad av skådespelaren William Christian. Han spelade rollen mellan den 8 september 2005 och den 24 september 2007. Parnell ger också rösten till Jefferson Twilight på Cartoon Networks The Venture Bros.